# 벅 헨리
벅 헨리(Buck Henry, 1930년 12월 9일 ~ 2020년 1월 8일)는 미국의 배우이자 각본가이다.

## 출연 작품
- 알파치노의 은밀한 관계 (2014)
- 사무엘 풀러의 삶 (2013)
- 더 루프 (2011)
- 잇 케임 프럼 커처 (2009)
- 아메리카 70 섹스 천국 (2008)
- 겟 스마트 (2008)
- 30 락 시즌2 (2007)
- 30 락 (2006)
- 라스트 샷 (2004)
- 타운 앤 컨트리 (2001)
- 챔피언의 아침 (1999)
- 리얼 브론드 (1997)
- 더 데일리 쇼 위드 존 스튜어트 (1996)
- 투 다이 포 (1995)
- 럭, 트러스트 & 케첩 (1993)
- 그럼피 올드 맨 (1993)
- 카우걸 블루스 (1993)
- 숏 컷 (1993)
- 또다른 선택 (1992)
- 플레이어 (1992)
- 루시는 마술사 (1991)
- 영혼의 사랑 (1991)
- 루드 어웨이커닝 (1989)
- 아리아(영어판) (1987)
- 프로토콜 (1984)
- 이팅 라울 (1982)
- 퍼스트 패밀리(영어판) (1980)
- 글로리아 (1980)
- 천국의 사도 (1978)
- 지구에 떨어진 사나이 (1976)
- 돌고래 알파 (1973)
- 왓츠 업 덕 (1972)
- 탈의 (1971)
- 올빼미와 새끼 고양이 (1970)
- 캐치 22 (1970)
- 졸업 (1967)
- 겟 스마트 (1965)
- 다리 (1959)